# ゾフィア・ヤギェロンカ (1464-1512)

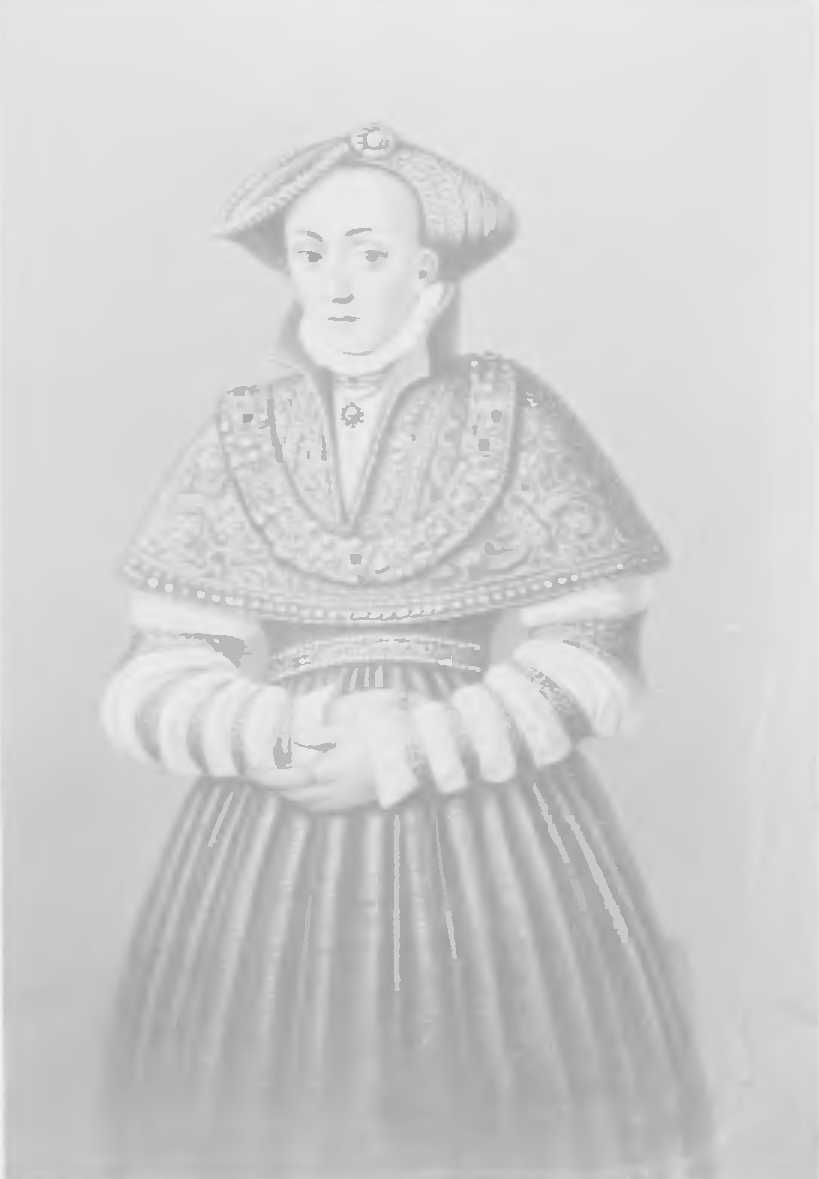
アンスバッハ辺境伯夫人ゾフィア

ゾフィア・ヤギェロンカ（波：Zofia Jagiellonka, 1464年5月6日 - 1512年10月5日）は、ブランデンブルク＝アンスバッハ辺境伯フリードリヒ5世の妃。ドイツ語名はゾフィア・フォン・ポーレン（独：Sophia von Polen）。

## 生涯
ポーランド王・リトアニア大公カジミェシュ4世と、その妃でアルブレヒト系ハプスブルク家出身の神聖ローマ皇帝アルブレヒト2世と妃エリーザベト・フォン・ルクセンブルクの娘であるエリーザベト・フォン・ハプスブルクの間の第6子、次女として生まれた。ゾフィアとその姉妹は当時のヨーロッパ王族の結婚市場の中で最も魅力的な王女達だった。姉妹の母エリーザベトがルクセンブルク家及びアルブレヒト系ハプスブルク家の女子相続人であり、その娘達との結婚を通じて断絶した2王朝の遺産の請求権を得られるからである。
1468年、ゾフィアはレオポルト系ハプスブルク家の神聖ローマ皇帝フリードリヒ3世の息子マクシミリアン（後の皇帝マクシミリアン1世）と婚約した。同年、ハンガリー王マーチャーシュ1世もゾフィアか姉のヤドヴィガを妻に迎えたいと打診してきた。しかし父王カジミェシュ4世がマーチャーシュ1世の敵対者であるボヘミア王イジーと同盟したため、ハンガリー王との縁談は破談となり、ゾフィアとマクシミリアンの婚約も後に解消された。
1473年、ゾフィアはブランデンブルク選帝侯アルブレヒト・アヒレスの2番目の息子であるフリードリヒと婚約した。当時、カジミェシュ4世は神聖ローマ皇帝に対抗すべくドイツ諸侯の中に同盟者を探しており、ハンガリー王マーチャーシュ1世に脅かされていたブランデンブルク選帝侯も強大な味方を必要としていたため、この縁組は双方の家族にとって有益だった。ゾフィアとフリードリヒは1479年2月14日にフランクフルト・アン・デア・オーダーで結婚した。
1486年に義父のアルブレヒト・アヒレスが死ぬと、夫フリードリヒはアンスバッハ侯領を相続してブランデンブルク＝アンスバッハ辺境伯を称し、ゾフィアもアンスバッハ辺境伯夫人となった。フリードリヒは1495年にバイロイト侯領も相続した。一族間の結びつきを深めるため、1496年にはフリードリヒの従弟にあたるザクセン公ゲオルクにゾフィアの妹バルバラが嫁いだ。ゾフィアは1512年に亡くなり、 ハイルスブロンの修道院に葬られた。

## 子女
夫フリードリヒとの間に17人の子女をもうけた。
- エリーザベト（1480年）
- カジミール（1481年 - 1527年） - ブランデンブルク＝クルムバッハ辺境伯
- マルガレーテ（1483年 - 1532年）
- ゲオルク（1484年 - 1543年） - ブランデンブルク＝アンスバッハ辺境伯
- ゾフィー（1485年 - 1537年） - 1518年、レグニツァ公フリデリク2世と結婚
- アンナ（1487年 - 1539年） - 1518年、チェシン公ヴァツワフ2世と結婚
- バーバラ（1488年 - 1490年）
- アルブレヒト（1490年 - 1568年） - ドイツ騎士団総長、後にプロイセン公
- フリードリヒ（1491年 - 1497年）
- ヨハン（1493年 - 1525年） - スペイン領バレンシア総督、1519年にジェルメーヌ・ド・フォワと結婚
- エリーザベト（1494年 - 1518年） - 1510年、バーデン＝ドゥルラハ辺境伯エルンストと結婚
- バルバラ（1495年 - 1552年） - 1528年、ロイヒテンベルク方伯ゲオルク3世と結婚
- フリードリヒ（1497年 - 1536年） - ヴュルツブルク及びザルツブルクの聖堂参事会員
- ヴィルヘルム（1498年 - 1563年） - リガ大司教
- ヨハン・アルブレヒト（1499年 - 1550年） - マクデブルク大司教
- フリードリヒ・アルブレヒト（1501年 - 1504年）
- グンプレヒト（1503年 - 1528年） - バンベルク聖堂参事会員